# Южное (Тайыншинский район)
Южное (каз. Южное) — село в Тайыншинском районе Северо-Казахстанской области Казахстана. Входит в состав Краснополянского сельского округа. Находится примерно в 67 км к западу-северо-западу (WNW) от города Тайынша, административного центра района, на высоте 143 метров над уровнем моря. Код КАТО — 596056900.

## История
Основано в 1936 году.

## Население
В 1999 году численность населения села составляла 369 человек (176 мужчин и 193 женщины). По данным переписи 2009 года в селе проживал 221 человек (113 мужчин и 108 женщин).